# (7200) 1994 NO
1994 أن أو (ويعرف أيضًا باسم (7200) 1994 أن أو وفق تسمية الكوكب الصغير) (بالإنجليزية: 1994 NO)‏ هو كويكب ضمن حزام الكويكبات؛ وترتيبه 7200 من حيث الاكتشاف.
اكتُشف هذا الجُرم الفلكي بواسطة Timothy B. Spahr ‏ في 8 يوليو 1994.

## وصلات خارجية
- (7200) 1994 NO في قاعدة بيانات مختبر الدفع النفاث لأجرام النظام الشمسي الصغيرة

- الاكتشاف · مخطط المدار ·  العناصر المدارية · المعلمات المادية

- (7200) 1994 NO على موقع ويكي سكاي: DSS2, SDSS, GALEX, IRAS, Hydrogen α, X-Ray, Astrophoto, Sky Map, Articles and images